# Чжан Жуйминь
Чжан Жуйминь (кит. 张瑞敏; род. 5 января 1949 года, Циндао, Китайская Народная Республика) — президент корпорации Haier, миллиардер, кандидат в члены ЦК Коммунистической партии Китая.

## Биография
Чжан Жуйминь родился 5 января 1949 года в семье рабочих в Циндао.
Во время Культурной революции состоял в организации цзаофаней. В эпоху Культурной революции учебные заведения были закрыты, поэтому в молодости не смог получить высшее образование. В 1975 году вступил в Коммунистическую партию. Прошёл путь от рабочего до одного из руководителей парткома завода.
В 1984 году Чжан Жуйминь стал директором «Завода Холодильников Циндао». В то время компания выпускала холодильники и стиральные машины для бедных на внутреннем рынке.
Первый шаг Чжана на новой должности был призван закрепить новые стандарты качества продукции завода. Согласно легенде, Чжан собрал рабочих, и дал каждому из них по молотку. Он велел разбить семьдесят шесть холодильников, в которых были обнаружены производственные дефекты. Стоимость одного холодильника в то время равнялась двухлетней зарплате заводского рабочего.
Подняв качество продукции, Чжан расширил ассортимент (микроволновые печи, тостеры, кондиционеры, пылесосы и др.) и начал работать с каналами дистрибуции в Азиатско-Тихоокеанском регионе, США и Европе. Через три года завод вышел в лидеры китайского рынка. Сегодня бренд Haier, созданный на базе завода в начале 90-х является одним из мировых брендов, представленных в 160 странах мира.
В 1994 году окончил Научно-технический университет Китая.
На XVI, XVII, XVIII съездах КПК избирался кандидатом в члены ЦК.
Чжан Жуйминь читает лекции в Гарварде и Лозанне.

## Личная информация
Женат, имеет одного сына. Жена занимает скромную позицию. Ранее работала на должности секретаря парткома на текстильном заводе в Циндао.
Их сын обучался в Уортонской школе бизнеса при Пенсильванском университете.

## Награды
- 1997 год — премия «Предприниматель года», Asia Weekly
- 1998 год — 26-е место в рейтинге 30 самых влиятельных бизнесменов мира по версии английской газеты «Файнэншл таймс».
- 2002 год — признан «Бизнесменом года (2001) в Китае»
- 2004 год — 6-е место в рейтинге «25 самых влиятельных предпринимателей Азии» по версии журнала «Fortune»
- 2009 год — «Самый влиятельный человек Китая»  по версии BusinessWeek